# Schopfreiher

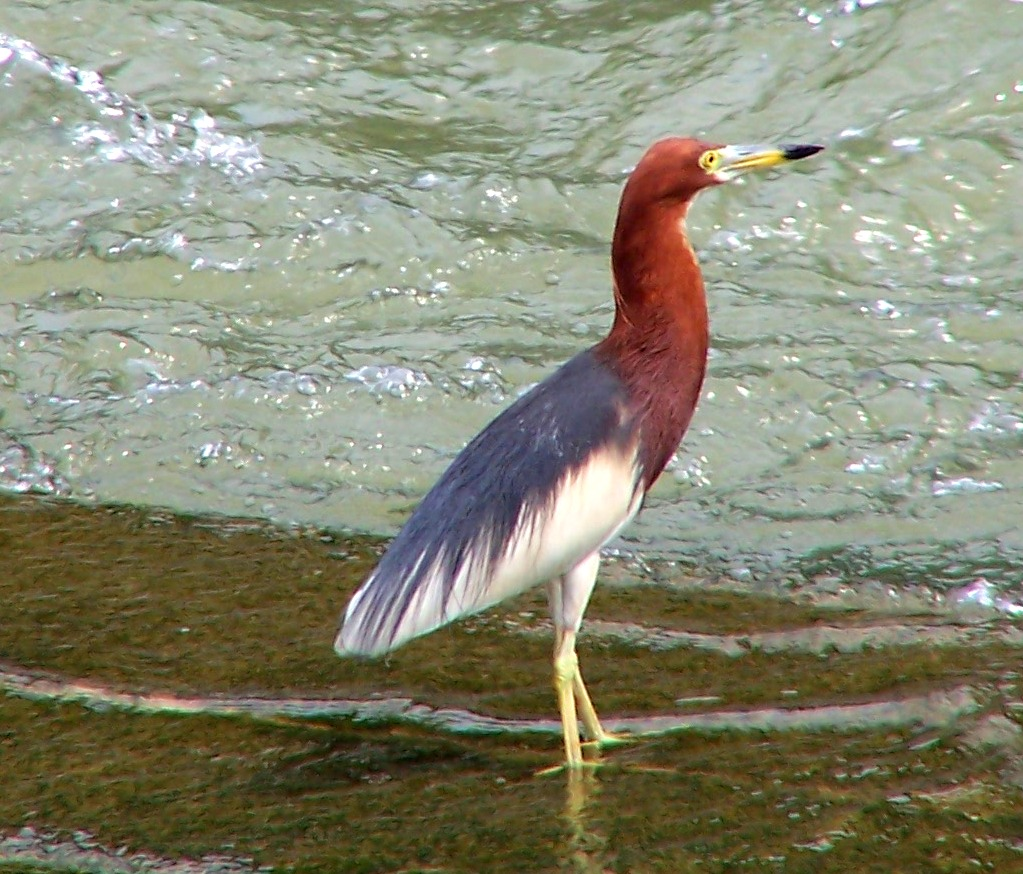
Bacchusreiher im Prachtgefieder

Schopfreiher (Ardeola) sind eine Gattung der Vögel aus der Familie der Reiher. Es handelt sich um mittelgroße Reiher mit einer Körpergröße zwischen vierzig und fünfzig und einer Flügelspannweite von 80 bis 100 Zentimetern. Schopfreiher kommen ausschließlich in der Alten Welt vor. Eines der größten Verbreitungsgebiete hat der Rallenreiher, es umfasst Südeuropa und Teile Asiens sowie große Teile Afrikas. 

## Erscheinungsbild
Der Körperbau der meisten Schopfreiher ist kräftig. Sie haben einen verhältnismäßig kurzen Hals, einen kurzen, kräftigen Schnabel und sind häufig gelbbraun bis bräunlich. Eine Ausnahme stellt der seltene Dickschnabelreiher dar, der ein reinweißes Brutkleid trägt. Die für Schopfreiher charakteristische Gefiederfärbung zeigt er jedoch im Ruhekleid. Viele der Arten weisen am Vorderhals oder am Nacken eine Streifung auf. Die meisten Arten haben in der Fortpflanzungszeit verlängerte Federn am Hals und am Hinterkopf. Im Flug wirken viele Arten überwiegend weiß, da sie, vom Rotbauchreiher abgesehen, weiße Flügel haben.

## Lebensraum und Verhaltensweise
Der Lebensraum der Schopfreiher sind Feuchtgebiete. Sie nisten in Kolonien und sind dann häufig auch mit anderen Arten vergesellschaftet. Der Dickschnabelreiher brütete vor dem starken Bestandsrückgang häufig in Kolonien, die mehr als 700 Brutpaare umfassten. Die Nester werden in Sträuchern oder Bäumen errichtet. Die Gelege umfassen in der Regel zwischen zwei und vier Eier. Die Nahrung besteht aus Insekten, Fischen und Amphibien. Sie halten sich häufig an kleineren Feuchtgebieten auf. Einige Arten wie der Rotbauchreiher profitieren auch von der Anlage von Reisfeldern. Beim Dickschnabelreiher gilt dagegen der vermehrte Reisanbau als eine der Ursachen für seinen starken Bestandsrückgang. 

## Arten
Folgende Arten werden zu den Schopfreihern gezählt: 
- Rallenreiher, Ardeola ralloides
- Paddyreiher, Ardeola grayii
- Bacchusreiher, Ardeola bacchus
- Prachtreiher, Ardeola speciosa
- Dickschnabelreiher, Ardeola idae
- Rotbauchreiher, Ardeola rufiventris

## Belege

### Einzelbelege
1. ↑   Kushlan et al., S. 247